# Pęknięcie macicy

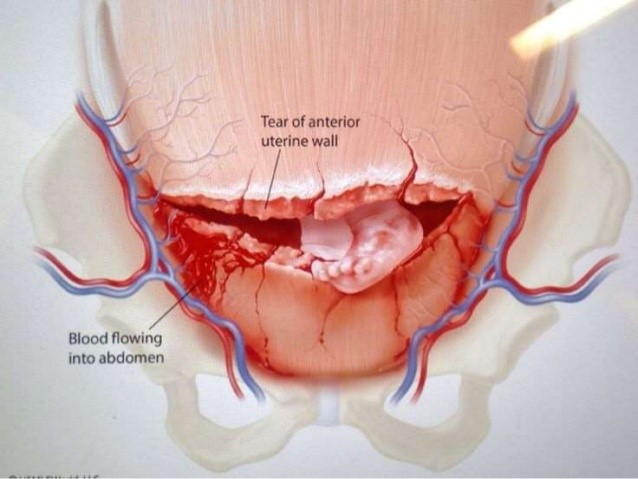
Poprzeczne pęknięcie macicy

Pęknięcie macicy (łac. ruptura uteri, ang. uterine rupture) – ciężkie powikłanie porodu. Dochodzi do niego samoistnie lub wskutek zabiegów położniczych. Występuje w znacznej większości przypadków u kobiet z cięciem cesarskim lub innymi operacjami w obrębie macicy w wywiadzie położniczym. 

## Rodzaje pęknięć macicy
Pęknięcie macicy swój początek ma z reguły w bliźnie powstałej po uprzednim cięciu cesarskim, ponieważ jej ściana w tym miejscu ma zmienioną strukturę, która nie jest tak rozciągliwa jak tkanka mięśniowa. 
Samoistne pęknięcie macicy może być spowodowane zwiększaniem się jej rozmiarów lub czynnikami mechanicznymi, np. gdy dziecko "kopie" nóżkami w bliznę po poprzednim cięciu cesarskim. Może do niego również dojść podczas porodu siłami natury, w wyniku silnej czynności skurczowej macicy.
Urazowe pęknięcie macicy jest bezpośrednim skutkiem nieprawidłowo prowadzonego porodu lub błędnego wykonania zabiegów położniczych, np. porodów zabiegowych (z użyciem próżnociągu, kleszczy), ręcznego wydobycia łożyska, obrotów płodu.
Z retrakcyjnym pęknięciem macicy spotkamy się w sytuacji, gdy znajdujący się w macicy płód jest zbyt duży w porównaniu do jej rozmiarów.

## Objawy
Zanim pękniecie się dokona, można stwierdzić zagrażające pękniecie macicy (ruptura uteri imminens). Objawia się ono bolesnymi skurczami macicy o nasilającej się amplitudzie, krótkimi przerwami między skurczami (skurcz tężcowy), bólem w podbrzuszu (spowodowanym napięciem więzadeł obłych). Można zauważyć również wyraźnie odznaczający się pierścień skurczowy Bandla, który przesuwa się w kierunku dna macicy, jeśli jest on zlokalizowany na wysokości pępka lub powyżej, bezpośrednio poprzedza pęknięcie macicy. Rodząca zgłasza ciągły, trudny do zniesienia ból nad spojeniem łonowym, jest niespokojna i przestraszona.
W razie pęknięcia dokonanego rodząca odczuwa nagły silny ból, po którym znika napięcie powłok brzusznych, ustaje akcja porodowa, natomiast pojawiają się objawy wstrząsu. Zaobserwuje się również obfite krwawienie z dróg rodnych.

## Postępowanie w przypadku pęknięcia macicy
Zaleca się jak najszybsze ukończenie porodu metodą cięcia cesarskiego. Bardzo ważne jest opanowanie obfitego krwawienia oraz, w miarę możliwości, zszycie macicy, aby przywrócić niezbędną hemostazę. Jeśli krwawienie jest bardzo masywne lub nie da się go opanować, należy rozważyć usunięcie macicy.